# Mikołaj Michał Wyżycki
Mikołaj Michał Wyżycki herbu Gierałt (ur. 1649, zm. 5 stycznia 1705) – polski duchowny rzymskokatolicki, kanonik regularny, opat komendatoryjny czerwiński w latach 1689–1705, biskup chełmski w latach 1699–1705, sekretarz wielki koronny, kanclerz Akademii Zamojskiej.

## Życiorys
Urodził się w marcu 1649 roku. Był prawdopodobnie synem Józefa Wyżyckiego i Konstancji z Czetwertyńskich. Po ukończeniu studiów, został członkiem zakonu kanoników regularnych. Piastował funkcję opata czerwińskiego i proboszcza parafii w Woli Zarzyckiej.
Przyjaciel i doradca Jana III Sobieskiego. Na jego dworze piastował urząd sekretarza wielkiego koronnego. W 1697 roku poparł kandydaturę elektora saskiego. Wspólnie z Aleksandrem Benedyktem Wyhowskim ukradł koronę królewską ze skarbca wawelskiego, aby dostarczyć ją na koronację Augustowi II Mocnemu. W późniejszych latach zaufany stronnik monarchy.
11 kwietnia 1699 roku dzięki protekcji królewskiej został mianowany biskupem chełmskim. Jego staraniem rozpoczęto budowę rezydencji biskupiej w Skierbieszowie. W styczniu 1702 roku podpisał akt pacyfikacji Wielkiego Księstwa Litewskiego.
Jako senator obecny był na sejmach: 1698 i 1699 roku.
Pochowany jest w krypcie kościoła franciszkańskiego w Zamościu.